# Stefan Wögerbauer
Stefan Wögerbauer, född 3 november 1959, är en friidrottare från Österrike. Han deltog vid olympiska sommarspelen 1992.